# Töllsjö
Töllsjö är en tätort i Bollebygds kommun och kyrkbyn i Töllsjö socken.
I Töllsjö finns Töllsjö kyrka, en affär, en lådfabrik, ett mikrobryggeri och en frisör. I samhället är Töllsjö Idrottsförening (TIF), vars A-lag i fotboll ligger i division 5 och även har ungdomsfotboll, verksam. Vidare finns Töllsjö Skytteförening med luftgevärsskytte och mauserskytte. 
Sydväst om tätorten ligger Töllsjön vid vars nordvästra strand återfinns ett större grottsystem och ett par klättringsleder. 

## Befolkningsutveckling
| Befolkningsutvecklingen i Töllsjö 1975–2020 | Befolkningsutvecklingen i Töllsjö 1975–2020 | Befolkningsutvecklingen i Töllsjö 1975–2020 | Befolkningsutvecklingen i Töllsjö 1975–2020 | Befolkningsutvecklingen i Töllsjö 1975–2020 |
| ------------------------------------------- | ------------------------------------------- | ------------------------------------------- | ------------------------------------------- | ------------------------------------------- |
|                                             |                                             |                                             |                                             |                                             |
| År                                          |                                             |                                             | Folkmängd                                   | Areal (ha)                                  |
| 1975                                        | 1975                                        |                                             | 248                                         |                                             |
| 1980                                        | 1980                                        |                                             | 274                                         |                                             |
| 1990                                        | 1990                                        |                                             | 304                                         | 38                                          |
| 1995                                        | 1995                                        |                                             | 364                                         | 43                                          |
| 2000                                        | 2000                                        |                                             | 335                                         | 43                                          |
| 2005                                        | 2005                                        |                                             | 347                                         | 44                                          |
| 2010                                        | 2010                                        |                                             | 369                                         | 45                                          |
| 2015                                        | 2015                                        |                                             | 409                                         | 65                                          |
| 2020                                        | 2020                                        |                                             | 413                                         | 70                                          |
| Anm.: Ny tätort 1975                        |                                             |                                             |                                             |                                             |